# 碩鼠屬
碩鼠屬（学名：Hadromys），哺乳綱、囓齒目、鼠科的一屬，而與碩鼠屬（阿薩姆碩鼠）同科的動物尚有小樹鼠屬（小樹鼠）、狨鼠屬（海南狨鼠）、線鼠屬（巨線鼠）、印度灌鼠屬（印度灌鼠）等之數種哺乳動物。

## 下属物种
本属包括以下物种：
- 休氏碩鼠 Hadromys humei (Thomas, 1886)
- 云南壮硕鼠 Hadromys yunnanensis Yang & Wang, 1987